# ラグダ・アル＝ハティーブ
ラグダ・アル＝ハティーブ（アラビア語: رغدة الخطيب、英語表記：Raghda Khateb、1978年 - ）は シリアの女性声優。

## 出演作品

### テレビアニメ
- イナズマイレブン（栗松鉄平、財前塔子、宇都宮虎丸、根室君之）
- Oops!フェアリーペアレンツ（エー・ジェー、トリクシー・タン、他数）※مركز الزهرة版
- おジャ魔女どれみシリーズ
  - おジャ魔女どれみ（瀬川おんぷ）
  - おジャ魔女どれみ♯（瀬川おんぷ、マジョハート）
  - も〜っと!おジャ魔女どれみ（瀬川おんぷ、マジョハート）
- 仮面の忍者赤影（正太）
- ドラえもん（骨川スネ夫）
- 爆丸バトルブローラーズシリーズ
  - 爆丸バトルブローラーズ ニューヴェストロイア（丸蔵兆治、エース・グリッド）
  - 爆丸バトルブローラーズ ガンダリアンインベーダーズ（丸蔵兆治）
- パタパタ飛行船の冒険（役名表記なし）
- ふしぎ遊戯（張宿、美朱の母）
- フューチュラマ（役名表記なし）
- へろへろくん（役名表記なし）
- ベン10（チャームキャスター）
- ボブとはたらくブーブーズ（役名表記なし）
- 北斗の拳（リン）
- 炎のアルペンローゼ（ジュディ）※مركز الزهرة版
- 風の少女エミリー（エミリー・バード・スター）
- きかんしゃトーマス（役名表記なし）
- キャスパーのオバケ学園（ヘディ・ホッパー、モニコ、フライボーイ、ハーピー）
- ギャラクシーレーサー スキャン2ゴー（役名表記なし）
- クロスファイト ビーダマン（白銀スバル、鮫島カイト、御代カモン）
- GET ED（トーチ）
- ケロロ軍曹（ケロロ）
- マシュマロ通信（クラウド）
- みどりのマキバオー（役名表記なし）※مركز الزهرة版
- ムーチャ・ルーチャ!（ブエナ・ガール）※مركز الزهرة版
- 陸奥圓明流外伝 修羅の刻（吉祥丸〈詩織〉）
- 名探偵コナン（円谷光彦〈2代目〉、ベルモット〈3代目〉、宮本由美〈2代目〉、佐藤美和子〈2代目〉、服部静華）
- メタルファイト ベイブレードシリーズ
  - メタルファイト ベイブレード（大池トビオ）
  - メタルファイト ベイブレード 爆（ソフィー、ゼオ・アビス）
  - メタルファイト ベイブレード 4D（鋼銀河、ソフィー、ゼオ・アビス、キュクナス、トビー）
  - メタルファイト ベイブレード ZEROG（マル、鋼銀河、セレン・グレイシー）
- 最強 トッププレート（ソン・ゴンミョン）
- ジュエルペットシリーズ
  - ジュエルペット（朝岡みなみ、ダイアナ、キング、リル）
  - ジュエルペット てぃんくる☆（ダイアナ、キング、リル、マリアンヌ・グランマニエル・ショコラ・ジュリアンジェリー）
- 獣旋バトル モンスーノ（メディーア〈2代目〉）
- 出撃!マシンロボレスキュー（アリス・ベッカム、美波ケン）
- SoltyRei（役名表記なし）
- 妖怪ウォッチ（熊島五郎太、ケータの母、エミちゃん、コマさん、ノガッパ、さとりちゃん、天狗、メラメライオン）
- 探検ドリランド（アルビダ）
- ディノブレイカー（サム・ンドゥール）
- デジモンテイマーズ（クルモン（2代目））
- 鉄拳戦士アイアン・キッド（マーティー）
- 電脳冒険記ウェブダイバー（結城カイト）
- ドラゴンボール改（ブルマ）
- トム・ソーヤーの冒険（トム・ソーヤー）※مركز الزهرة版
- らんま1/2（響良牙）
- ルーニー・テューンズ・ショー（ローラ・バニー）
- レ・ミゼラブル 少女コゼット（マリウス・ポンメルシー）
- 烈火の炎（役名表記なし）
- ネットゴーストPIPOPA（サヤカ・エレンコワ）
- プリティーリズム・オーロラドリーム（春音あいら）※مركز الزهرة版

### 劇場アニメ
- 名探偵コナン劇場版シリーズ
  - 名探偵コナン 時計じかけの摩天楼（円谷光彦）
  - 名探偵コナン 14番目の標的（円谷光彦）
  - 名探偵コナン 世紀末の魔術師（円谷光彦）
  - 名探偵コナン 瞳の中の暗殺者（円谷光彦）

### OVA
- ふしぎ遊戯 -永光伝-（張宿）

### Webアニメ
- ショップキンズ（役名表記なし）

### テレビ
- パワーレンジャー・ダイノチャージ（役名表記なし）※クレジット無し
- プリズン・ブレイク（役名表記なし）
- 燃えろ!!ロボコン（役名表記なし）

### 実写
- ロード・オブ・ザ・リングシリーズ
  - ロード・オブ・ザ・リング（ゴラム）
  - ロード・オブ・ザ・リング/二つの塔（ゴラム）